# Gravitas
| 전문가 평가 | 전문가 평가 |
| 평가 점수   | 평가 점수   |
| 출처        | 점수        |
| ----------- | ----------- |
| AllMusic    | [ 1 ]       |

《Gravitas》는 2014년 3월 19일에 발매된 영국의 록 밴드 아시아의 열세 번째 스튜디오 음반이다. 이 음반은 2017년 존 웨튼이 사망하기 전 보컬리스트 겸 베이시스트 존 웨튼과 함께한 그룹의 마지막 스튜디오 음반이며 기타리스트 샘 콜슨이 참여한 유일한 음반이다.
《Gravitas》는 CD, 디럭스 에디션 CD/DVD 비디오 (보너스 트랙, 〈Valkyrie〉 뮤직 비디오, 음반 제작 및 3개의 트랙이 불가리아 플로브디프에서 풀 심포니 오케스트라와 함께 라이브로 녹음됨)와 LP로 발매되었다. 2014년 1월, 로스앤젤레스에서 〈Valkyrie〉의 뮤직 비디오가 촬영되었다.

## 제작
아시아는 2013년 6월 말에 새 음반 작업을 시작했다. 이번에는 외부 프로듀서를 초청하지 않기로 결정했기 때문에 웨튼과 키보디스트 제프 다운스가 프로듀싱했다. 이 악기들은 2006년 재결합 이후 그룹이 이전 스튜디오 녹음 작업을 했던 베드퍼드셔주 마을 레이턴 버저드 서쪽 버킹엄셔주 시골에 위치한 스티브 리스핀의 리스콤비 파크 스튜디오에서 녹음되었다. 보컬은 햄프셔주 사우샘프턴에 있는 오빗 스튜디오에서 롭 오브리가 맡았다. 이 음반은 2013년 10월부터 12월까지 버크셔주 레딩의 아웃하우스 스튜디오에서 존 미첼에 의해 믹스되고 마스터되었다. 〈I Would Die for You〉는 웨튼과 다운스가 1986년에 작곡한 곡으로, 2013년에 작곡된 나머지 곡들과는 대조적이다.
《Gravitas》는 원래 《Valkyrie》라는 이름으로 발표되었지만, 나중에 제목이 바뀌었다. 커버 아트는 1982년 발매된 데뷔 음반부터 아시아와 협력해온 로저 딘이 디자인했다.

## 평가
맷 칼라는 이 음반에 올뮤직에서 5점 만점에 3점의 평점을 주었다. 그는 "아시아는 항상 라디오 친화적인 팝 쪽과 고전적인 영향을 받은 진보적인 쪽 사이를 왔다 갔다 해왔다"고 언급했고, 《Gravitas》는 "다운스와 웨튼의 오랜 파트너십을 사려 깊은 작곡가이자 기술적으로 능숙한 편곡가로서 보여주면서 후자에 더 기울어졌다"고 말했다. 〈Valkyrie〉, 〈Nyctophobia〉, 〈I Would Die for You〉가 3개의 트랙 픽으로 선정되었다.
《Gravitas》는 전작에 비해 판매량 면에서 덜 성공했지만, 여전히 영국 음반 차트와 미국 빌보드 200에 도달하는 데 성공했다.

## 곡 목록
모든 곡들은 존 웨튼과 제프 다운스에 의해 작사/작곡하였다.
| #  | 제목                                                                                      | 재생 시간 |
| -- | ----------------------------------------------------------------------------------------- | --------- |
| 1. | 〈Valkyrie〉                                                                              | 5:26      |
| 2. | 〈Gravitas - (i). Lento - (ii). Gravitas〉                                                | 8:00      |
| 3. | 〈The Closer I Get to You〉                                                               | 6:38      |
| 4. | 〈Nyctophobia〉                                                                           | 5:12      |
| 5. | 〈Russian Dolls〉                                                                         | 5:06      |
| 6. | 〈Heaven Help Me Now - (i). Wings of Angels - (ii). Prelude - (iii.) Heaven Help Me Now〉 | 5:39      |
| 7. | 〈I Would Die for You〉                                                                   | 3:11      |
| 8. | 〈Joe DiMaggio's Glove〉                                                                  | 4:31      |
| 9. | 〈Till We Meet Again〉                                                                    | 4:04      |